# 千葉県道108号横芝停車場白浜線
千葉県道108号横芝停車場白浜線（ちばけんどう108ごう よこしばていしゃじょうしらはません）は、千葉県山武郡横芝光町横芝の横芝駅前広場を起点とし、同町木戸の千葉県道30号飯岡一宮線との「木戸浜交差点」を終点とする県道である。

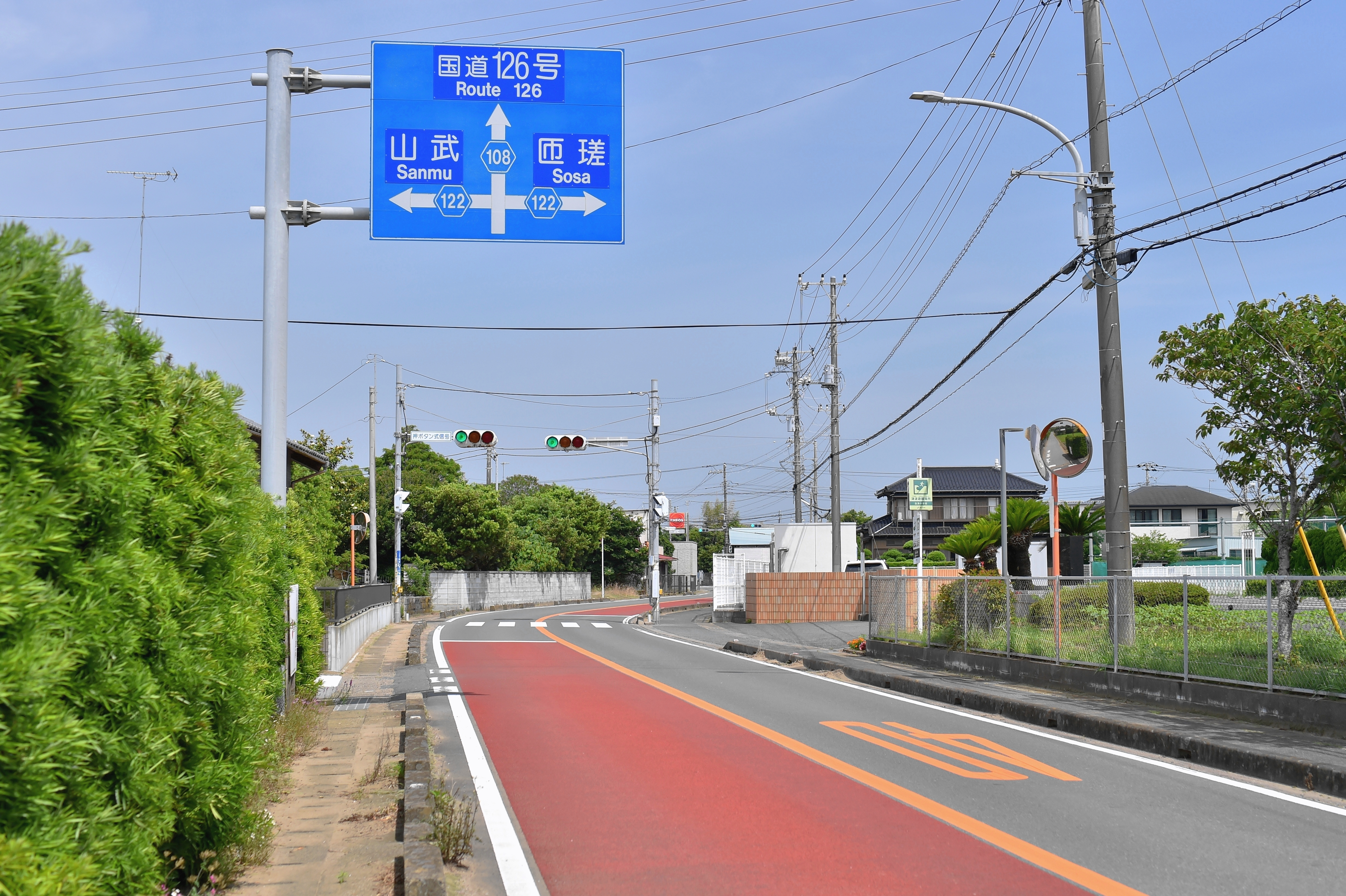
千葉県道108号横芝停車場白浜線・横芝光町木戸（2023年6月）

## 起点・終点
- 千葉県山武郡横芝光町横芝（横芝駅前広場）

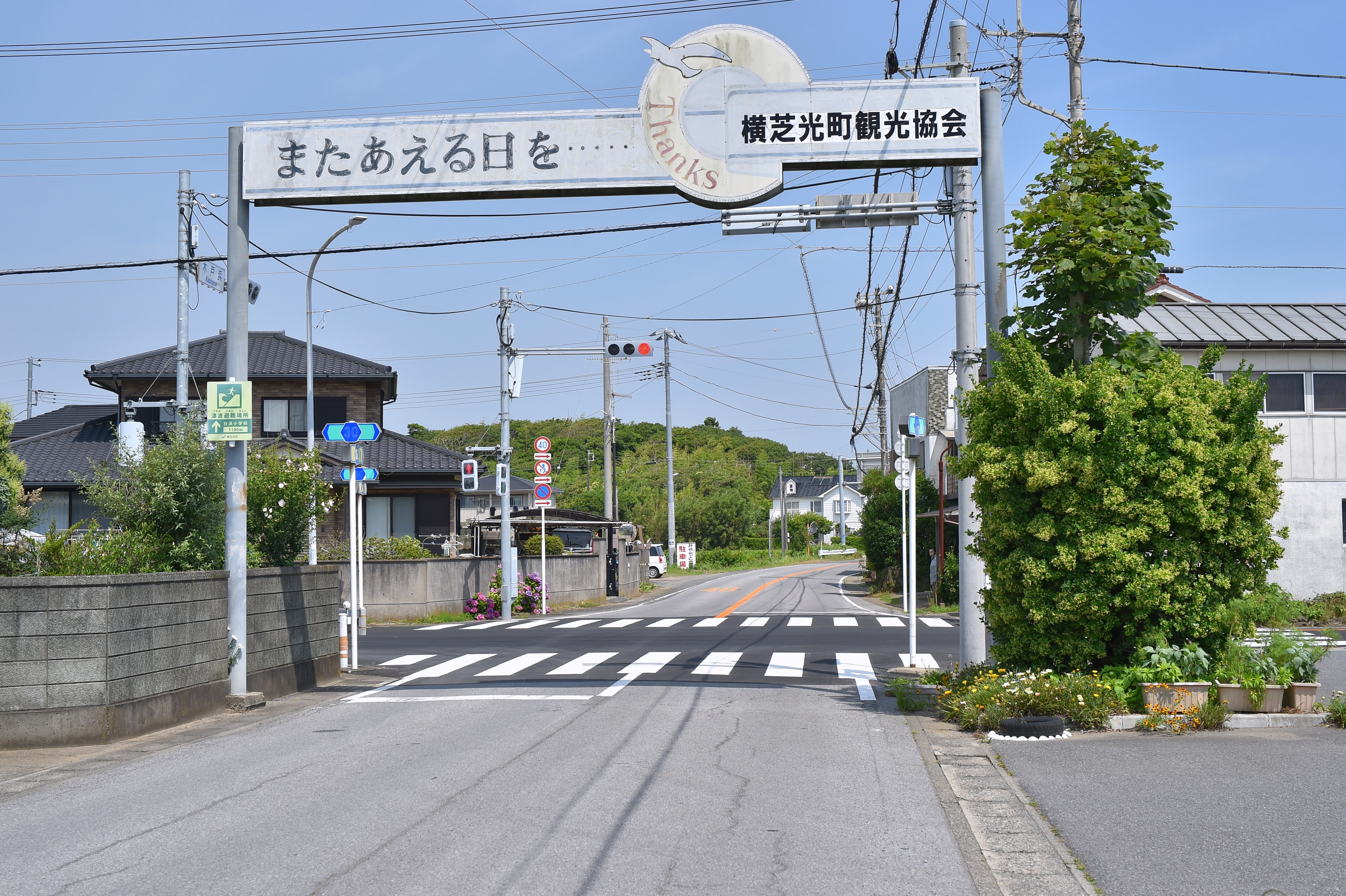
終点の木戸浜交差点にて、横芝駅方面へ

- 千葉県山武郡横芝光町木戸（木戸浜交差点＝千葉県道30号飯岡一宮線交点）

## 路線状況

### 重複区間
- 千葉県道109号横芝停車場吉田線
千葉県山武郡横芝光町横芝（横芝駅前広場） - 山武郡横芝光町宮川（橋場交差点）

### 道路施設
- 栗山橋（横芝光町横芝 - 横芝光町宮川）

### 交通データ
平成22年(2010年)時点での横芝停車場白浜線の自動車類交通量や幅員構成、車線数については以下の通り。
| 交通調査地点             | 昼間12時間自動車類交通量 | 昼間12時間自動車類交通量 | 昼間12時間自動車類交通量 | 24時間自動車類交通量 | 24時間自動車類交通量 | 24時間自動車類交通量 | 道路部幅員 | 車道部幅員 | 車道幅員 | 歩道幅員 | 歩道幅員 | 車線数 |
| 交通調査地点             | 小型車                   | 大型車                   | 合計                     | 小型車               | 大型車               | 合計                 | 道路部幅員 | 車道部幅員 | 車道幅員 | 上り     | 下り     | 車線数 |
| 山武郡横芝光町宮川5362-1 | 4046台                   | 272台                    | 4318台                   | 5225台               | 604台                | 5829台               | 9.20m      | 7.00m      | 5.50m    | 2.20m    | 0.0m     | 2      |
| 山武郡横芝光町篠本1922   | 1896台                   | 349台                    | 2245台                   | 2509台               | 522台                | 3031台               | 6.50m      | 6.50m      | 5.50m    | 0.0m     | 0.0m     | 2      |

## 地理

### 通過する自治体
- 千葉県
  - 山武郡横芝光町

### 交差する道路

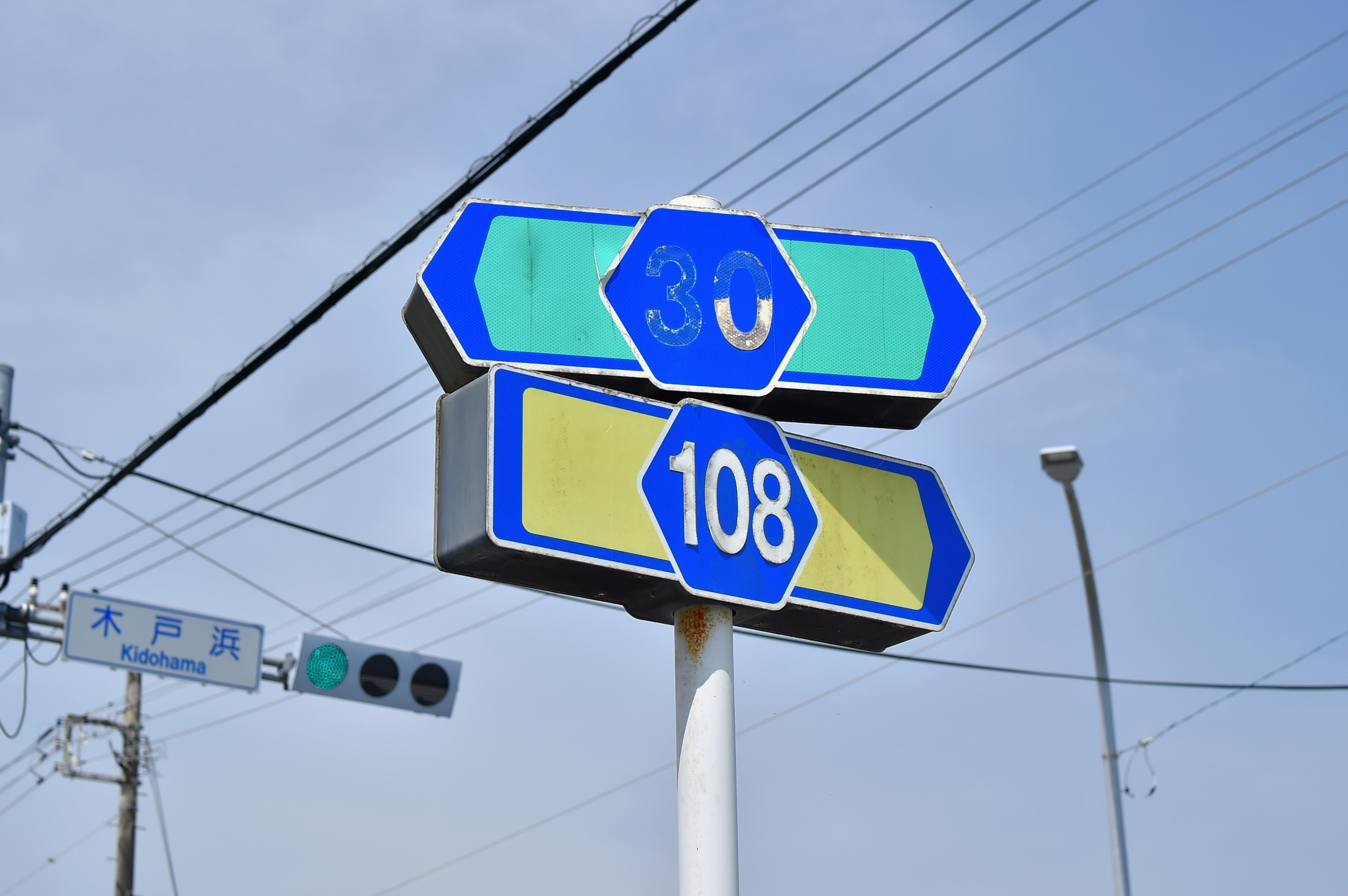
県道30号と県道108号の標識（木戸浜交差点）

- 千葉県道109号横芝停車場吉田線（山武郡横芝光町横芝、横芝駅前広場、起点、重複）
- 千葉県道78号横芝上堺線（山武郡横芝光町横芝、横芝駅前交差点）
- 千葉県道122号飯岡片貝線（山武郡横芝光町木戸、木戸交差点）
- 千葉県道30号飯岡一宮線（山武郡横芝光町木戸、木戸浜交差点、終点）